# Staffelberg (Niederbayern)
Der niederbayerische Staffelberg (793 m) ist eine markante, pyramidenförmige Erhebung im südlichen Bayerischen Wald direkt über der Stadt Hauzenberg, welche zum Landkreis Passau gehört.
Auf dem dicht bewaldeten Gipfel errichteten die Hauzenberger einen kleinen Aussichtsturm, der einen guten Ausblick auf die Stadt sowie auf den Freudensee bietet. Daneben befindet sich ein Gipfelkreuz sowie mehrere Rastbänke. Zum Staffelberg
führen drei markierte Wege, die allesamt recht steil angelegt sind: vom Freudensee, von Germannsdorf und von Hauzenberg.